# Aeranthes africana
Aeranthes africana är en orkidéart som beskrevs av Joyce Stewart. Aeranthes africana ingår i släktet Aeranthes och familjen orkidéer. Inga underarter finns listade i Catalogue of Life.